# Orden de la Madre
La Orden de la Madre (en bielorruso: Ордэн Маці) es una condecoración estatal de la República de Bielorrusia, otorgada a madres con ciudadanía bielorrusa que hayan dado a luz y criado a cinco o más niños que a su vez sean ciudadanos bielorrusos. Fue establecida por el Decreto del Consejo Supremo de la República de Bielorrusia N.º 3726-XII del 13 de abril de 1995.

## Criterios de concesión
La Orden de la Madre se otorga a madres con ciudadanía bielorrusa por dar a luz y (o) criar cinco o más hijos que a su vez sean ciudadanos de la República de Bielorrusia.
La Orden de Madre se otorga una vez que el quinto hijo cumple un año y siempre y cuando los otros hijos de esta madre estén vivos.
A la hora de otorgar la insignia también se tiene en cuenta a los hijos:
- Adoptado en la forma prescrita por la ley;
- Muertos o desaparecidos en defensa de la Patria y de sus intereses estatales, el cumplimiento del deber cívico de salvar la vida humana, asegurar la ley y el orden, así como los que fallezcan a consecuencia de lesiones o enfermedades recibidas en estas circunstancias, o como consecuencia de un accidente de trabajo o enfermedad profesional.

La insignia de la orden se lleva en el lado izquierdo del pecho y, en presencia de otras órdenes y medallas de la República de Bielorrusia, se ubica sobre ellas.

## Descripción
La Orden de la Madre es una estrella en relieve de nueve puntas inscrita en un círculo de 40 mm de diámetro. En el centro se encuentra una imagen en relieve de los perfiles de una mujer y un niño bajo los rayos del sol, enmarcados por una corona de hojas de roble y laurel, en la parte inferior de la corona se encuentra un lazo de esmalte azul y blanco. El reverso de la insignia tiene una superficie lisa, con el número de serie de la condecoración grabado en el centro.
La medalla está conectada con un ojal y un anillo a un bloque pentagonal cubierto con una cinta muaré de seda azul con una franja azul más oscura longitudinal en el medio.
La Orden está fabricada de tombac con partes plateadas y doradas.